# Gerhard Köhler (Jurist)
Gerhard Köhler (* 30. Mai 1937) ist ein promovierter Jurist und ehemaliger deutscher Beamter des Bundesministeriums des Innern in Bonn. Von 1990 bis 1993 war er Vizepräsident des Bundeskriminalamtes und später Ministerialdirigent beim Beauftragten der Bundesregierung für Angelegenheiten der Kultur und der Medien. Als solcher war er im Kuratorium der Kunst- und Ausstellungshalle der Bundesrepublik Deutschland GmbH tätig.

## Leben und Wirken
In seine Amtszeit im Bundeskriminalamt fiel der GSG-9-Einsatz in Bad Kleinen, in dessen Verlauf der RAF-Terrorist Wolfgang Grams Suizid beging und ein GSG-9-Beamter erschossen wurden. Da sich der Präsident des BKA zur Zeit der Vorfälle im Urlaub befand, war Köhler zunächst der Hauptverantwortliche. Nachdem der Behörde Versäumnisse in der Ermittlungsarbeit vorgeworfen worden waren, wurde Köhler am 3. September 1993 von seiner Tätigkeit entbunden und ins Bundesinnenministerium versetzt. Möglicherweise hat auch die Berichterstattung Anfang 1993 über Mängel bei der Rauschgiftfahndung in Lateinamerika zur Demission Köhlers beigetragen.

## Privates
Köhler war verheiratet mit der Realschullehrerin Gertrud Köhler, mit der er zwei Töchter hat.